# Javanshir Feyziyev
Javanshir Feyziyev (Şəki, 12 luglio 1963) è un politico azero tra i fondatori del Partito del Nuovo Azerbaigian (YAP).

## Biografia
Feyziyev Javanshir figlio di Ayyub 1963 è nato nel villaggio di Dahna della regione di Shaki.
1970-1980 istruzione secondaria nella regione di Shaki. 1983-1985 Servizio militare in Kazakistan.